# Wonderful Rainbow
A 2003-as Wonderful Rainbow a Lightning Bolt nagylemeze. Kemény, de fülbemászó basszus-riffjeivel és frenetikus dobjátékával az együttes legkönnyebben elfogadható lemezének tartják.
Szerepel az 1001 lemez, amit hallanod kell, mielőtt meghalsz című könyvben.

## Az album dalai
|     | Cím               | Hossz |
| --- | ----------------- | ----- |
| 1.  | Hello Morning     | 0:55  |
| 2.  | Assassins         | 3:43  |
| 3.  | Dracula Mountain  | 5:11  |
| 4.  | 2 Towers          | 7:08  |
| 5.  | On Fire           | 4:42  |
| 6.  | Crown of Storms   | 5:09  |
| 7.  | Longstockings     | 3:17  |
| 8.  | Wonderful Rainbow | 1:29  |
| 9.  | 30,000 Monkies    | 3:50  |
| 10. | Duel in the Deep  | 6:16  |

## Közreműködők
- Brian Chippendale – dob, ének
- Brian Gibson – basszusgitár
- Dave Auchenbach – hangmérnök
- Mike McHugh – hangmérnök
- Jeff Lipton – mastering
- John Golden – mastering

## Fordítás
Ez a szócikk részben vagy egészben a Wonderful Rainbow című angol Wikipédia-szócikk ezen változatának fordításán alapul.  Az eredeti cikk szerkesztőit annak laptörténete sorolja fel. Ez a jelzés csupán a megfogalmazás eredetét és a szerzői jogokat jelzi, nem szolgál a cikkben szereplő információk forrásmegjelöléseként.